# Indiana Tigers
Gli Indiana Tigers è stata una società di calcio statunitense, con sede a Gary, Indiana.

## Storia
I Gary Tigers vennero fondati nel 1973 per gareggiare nell'American Soccer League. Nella stagione d'esordio i Tigers ottennero il 3º posto nella Mid-West Conference, non accedendo alla fase finale del torneo.
Nella stagione seguente la squadra cambiò nome in Indiana Tigers e chiuse il torneo al 4º posto nella Mid-West Conference.
Al termine del torneo la squadra venne ricollocata a Chicago, assumendo il brand dei Chicago Cats.

## Allenatori
- 1973  ?
- 1974  Rosario Cammorata